# 麥克馬納斯 (加利福尼亞州)
麥克馬納斯（英語：McManus）是位於美國加利福尼亞州埃爾多拉多縣的一個非建制地區。該地的面積和人口皆未知。

## 地理
麥克馬納斯的座標為38°47′57″N 120°32′03″W / 38.79917°N 120.53417°W，而該地的平均海拔高度為1308米（即4291英尺）。